# Województwo kijowskie

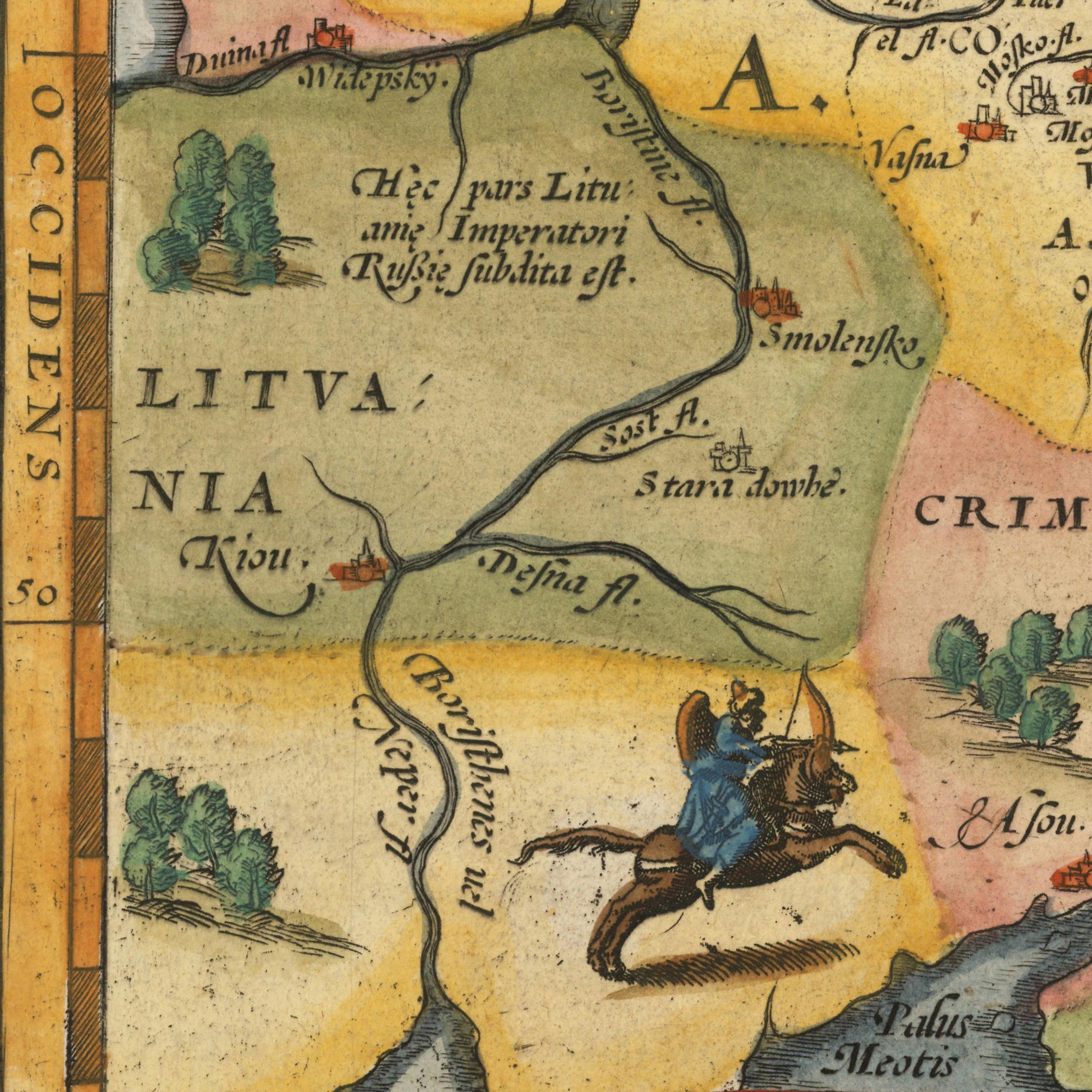
Kijów (Kiou) i okolice na mapie Russiae, Moscoviae et Tartariae Anthony Jenkinsona (Londyn 1562)

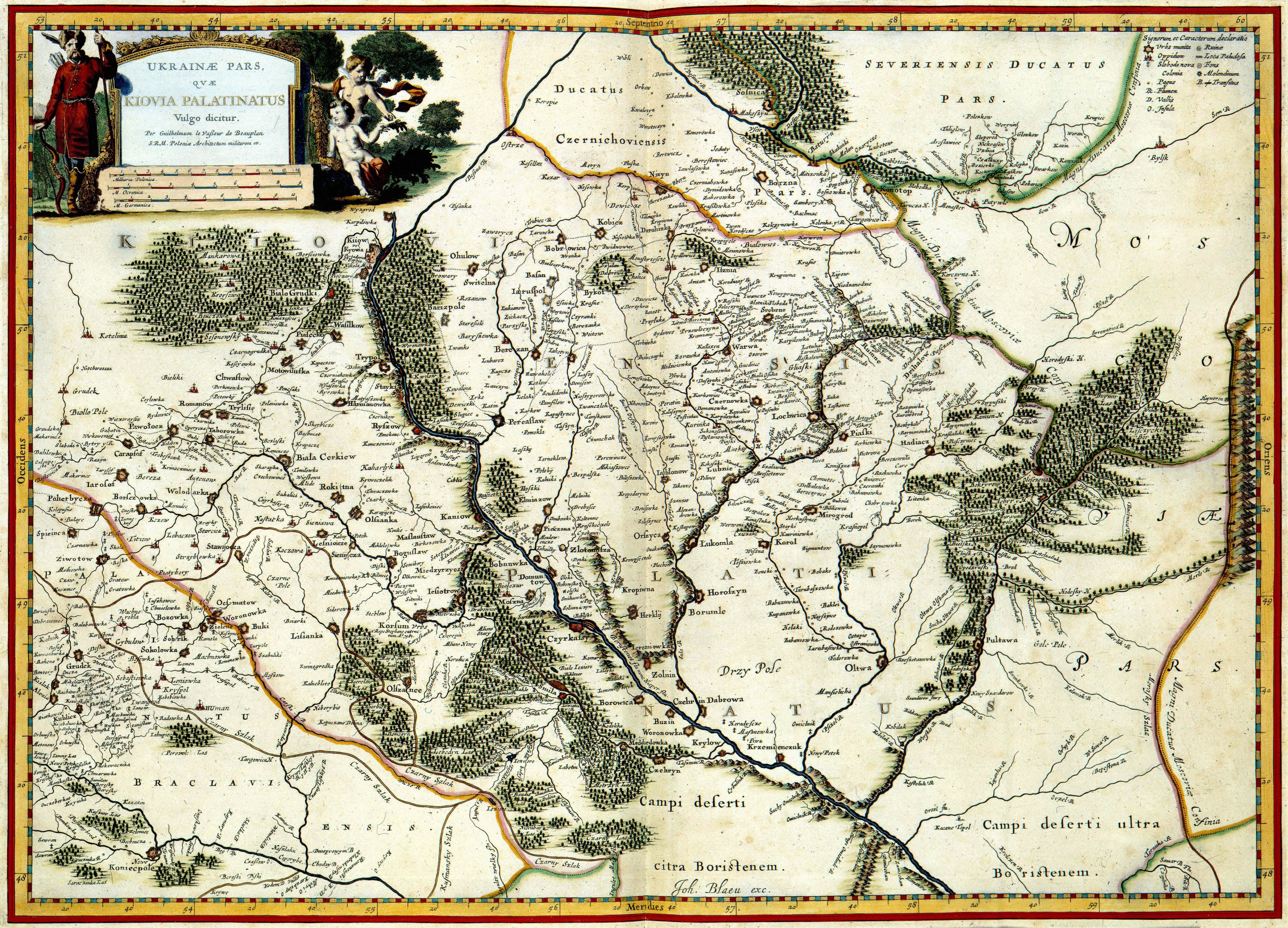
Województwo kijowskie. Mapa z 1648 roku.

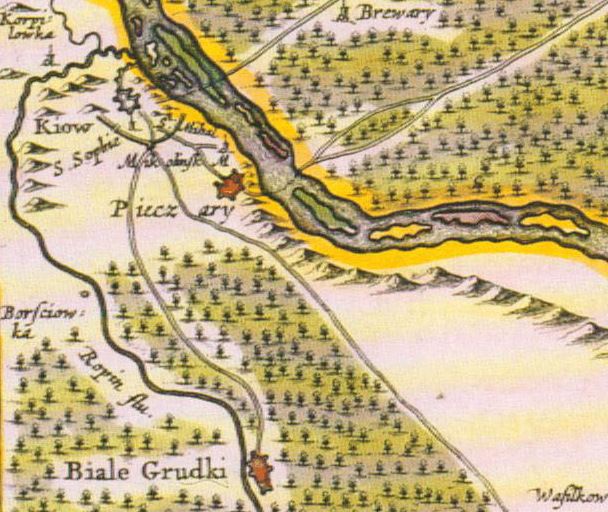
Kijów (Kiow) i okolice na mapie Tractus Borysthenis Vulgo Dniepr at Niepr dicti. Jana Janssona (Amsterdam, 1663)

Województwo kijowskie – województwo Wielkiego Księstwa Litewskiego utworzone przez Kazimierza IV Jagiellończyka, istniejące w latach 1471-1569.
Od czasu unii lubelskiej część prowincji małopolskiej, województwo Korony Rzeczypospolitej Obojga Narodów, istniejące do 1793 r.
Na sejmie lubelskim 8 marca 1569 województwo kijowskie wcielone zostało do Korony i pozostawało przy niej z miastem stołecznym do 30 stycznia 1667 roku. Po zajęciu zadnieprzańskiej części przez Moskwę województwo dzieliło się na powiaty: kijowski, żytomierski i owrucki. W roku 1569 było największym województwem inkorporowanym do Korony liczącym około 200 tys. km². Po I rozbiorze Polski powierzchnia województwa kijowskiego wynosiła 59 387 km².
Z biegiem czasu, w wyniku wojen i zmian terytorialnych, coraz mniejsze.

## Geografia
Województwo historycznie położone na Nizinie Wschodnioeuropejskiej, w strefie klimatu kontynentalnego. Znajdowało się w centralnej części dorzecza Bohu i Dniepru płynącego w kierunku Morza Czarnego. Środkiem przepływa rzeka Teterew, prawy dopływ Dniepru. Od południa graniczyło z Wielki Stepem i Niziną Czarnomorską, a od północy z Polesiem. Rzeka Desna stanowiła granicę z województwem czernihowskim. Region pokryty licznymi zalesionymi wzgórzami, wąwozami i mniejszymi rzekami.
Zarówno Dniepr, jak i Desna, największy dopływ są żeglowne, stanowią oś transportową regionu już od wczesnego średniowiecza. Dniepr pokryty licznymi wyspami, stwarzał również warunki do budowy mniejszych portów. Najważniejszymi miastami województwa nad rzeką Dniepr były: Kijów i Czerkasy, nad Teterewem położony był Żytomierz, a Biała Cerkiew nad Rosią.

## System prawny
Źródłem pomocniczym w praktyce sądowej były Statuty litewskie z lat 1529, 1566, i 1588, zredagowane na podstawie prawa rzymskiego w języku ruskim, obowiązywały one wszystkich mieszkańców Wielkiego Księstwa Litewskiego do roku 1840, i województw wołyńskiego, kijowskiego i bracławskiego. Na terenie tychże województw wedle ugody hadziackiej z 1658 władza wykonawcza i jurysdykcja miała dożywotnio należeć do hetmana wojsk ruskich jako najwyższego senatora tych województw, wybieranego spośród czterech kandydatów i zatwierdzanego przez króla. Miał on tam sprawować władzę sądowniczą. Osadnictwo postępowało na prawie magdeburskim.
Jednocześnie przyznano obywatelom prawo do wnoszenia poprawek do statutu litewskiego przez wniesienie ich pod obrady sejmu walnego koronnego za pośrednictwem sejmików. Język ruski uznano za urzędowy w sprawach sądowych i kancelaryjnych. Sprawy miejskie związane z prawem magdeburskim miały być pisane po polsku. Wszystkie prawa kniaziów ruskich miały być w pełni zachowane, oni zaś sami otoczeni czcią i szacunkiem. Wszystkie prawa szlachty i duchowieństwa, zarówno katolików, jak i prawosławnych, miały być w pełni respektowane.

## Podział administracyjny
W 1471 roku zostało utworzone województwo kijowskie, obejmujące obszar dawnego księstwa kijowskiego wcielonego bezpośrednio do Wielkiego Księstwa w rok wcześniej. Administracyjnie składało się z dziewięciu powiatów. Nowego rządcę Kijowa nazywano rozmaicie: starostą, namiestnikiem lub wojewodą, ponieważ sam urząd nie był jeszcze dostatecznie określony, podobnie jak sama nazwa. Pierwszym historycznie potwierdzonym wojewodą był Marcin Gasztołd, który objął funkcję w 1478 roku.
Po włączeniu województwa kijowskiego do Korony w roku 1569 (unia lubelska) zorganizowano trzy powiaty; kijowski, żytomierski i owrucki, w których dawniejsze powiaty litewskie, w liczbie dziewięciu pozostały w rodzaju okręgów. Sejmiki odbywały się odtąd w trzech miastach powiatowych, a po oddaniu Rosji Kijowa w Żytomierzu i Owruczu, gdzie obierano posłów na Sejm, po dwóch z każdego powiatu. Nowe województwo rozciągało się wzdłuż Dniepru do Słuczy. Podział państwa na powiaty i województwa, zatwierdzony został przez Sejm Bielski w 1564 roku, i przetrwał do roku 1788.
Województwo kijowskie miało trzech senatorów; wojewodę, kasztelana i biskupa „latini ritus”. Uchwałą sejmu roku 1659 chorążowie byli mianowani. W każdym powiecie było 15 urzędników: chorąży, stolnik, podczaszy, podkomorzy itd. Powiat w I Rzeczypospolitej był podstawową jednostką administracyjną, sądową (dla sądów pierwszej instancji), wojskową, fiskalną i polityczną.
W 1667 zadnieprzańskie województwo kijowskie (oraz Kijów na dwa lata) zostały oddane Rosji zgodnie z rozejmem andruszowskim. Ważniejszymi zamkami na terenie województwa były Biała Cerkiew, Czehryń, Baturyn, Kaniów. Ostatecznie jednak Rzeczpospolita utraciła województwa smoleńskie i czernihowskie, zadnieprzańską część województwa kijowskiego oraz miasto Kijów leżące na prawym brzegu Dniepru. Zmiany te zostały zatwierdzone w 1686 roku w traktacie Grzymułtowskiego.
W XVIII wieku utworzono na tych obszarach tzw. namiestnictwo kijowskie, które składało się – w latach 1775–1786 – z jedenastu powiatów, z których jedynie powiat kijowski leżał w większej części po prawej stronie Dniepru.
Ostatnim wojewodą kijowskim był Stanisław Lubomirski (zm. 19 lipca 1793, w Warszawie).

### Powiaty
Województwo dzieliło się na powiaty:

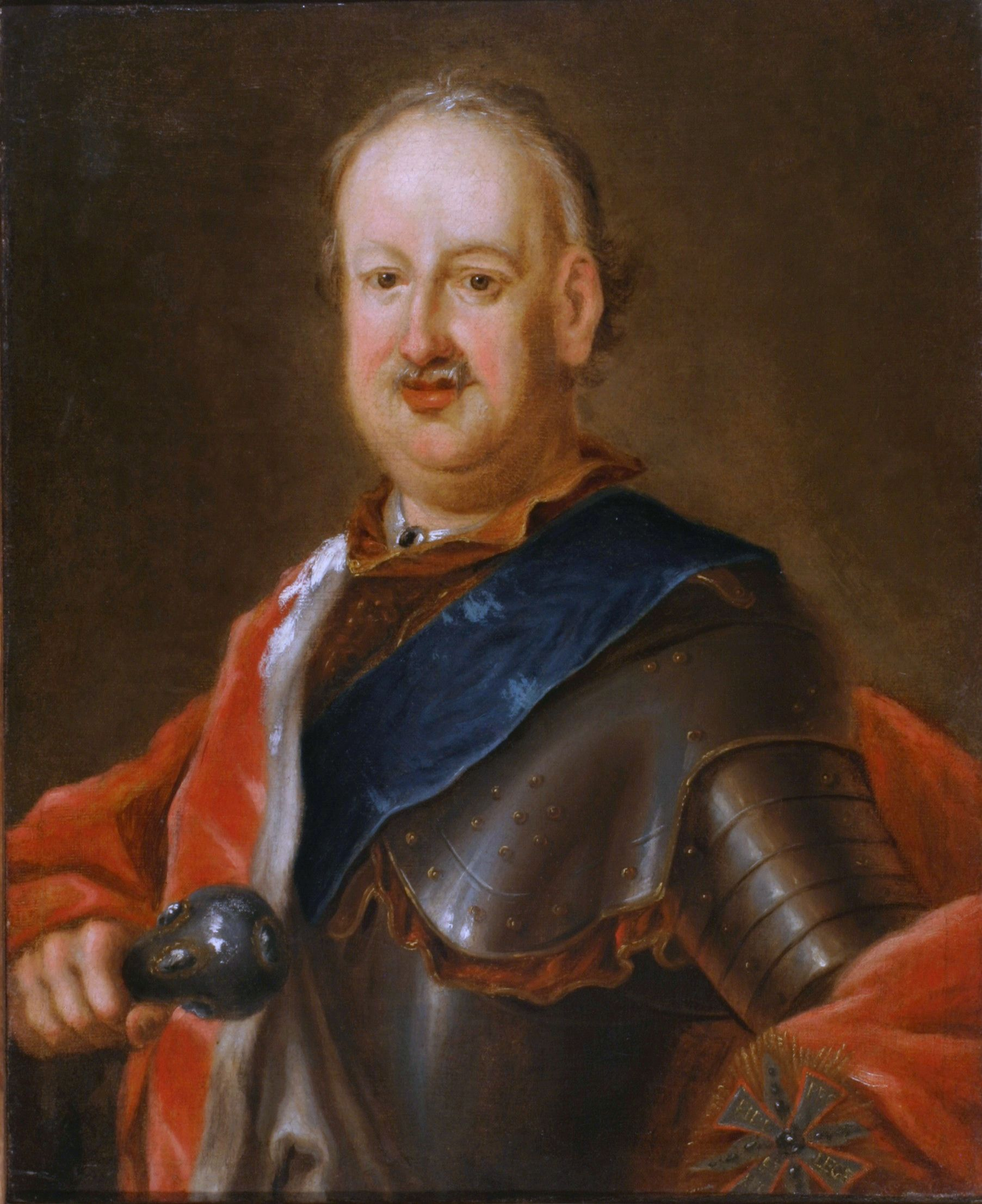
Michał Kazimierz Radziwiłł Rybeńko starosta owrucki

- powiat owrucki, położony był na części rozległego Polesia, główna rzeka Usz; główne miasta: Owrucz, Korosteń, Ksawerów, Bazar, Kalinówka, Czarnobyl nad Uszą i Prypecią (hrabstwo na Szkłowie i Myszy), Olewsk; parafie rzymskokatolickie Owrucz, Chabne, Czarnobyl, Wielodniki, Uszomirska.

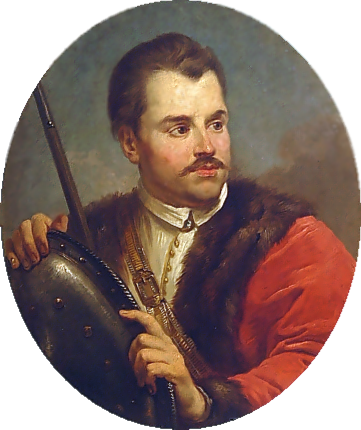
Roman Sanguszko starosta żytomierski

- powiat żytomierski: główne miasta Żytomierz nad Kamionką, Pawołocz, Słobodyszcze nad rzeką Gniłopiat, Cudnów nad Teterowem, Berdyczów nad rzeką Gniłopiat, Korosteczów, Radomyśl nad Tererowem, Miropol nad Słuczą, Trojanów własność Woroniczów, Uszomierz, Januszpol, Machówka.
- powiat kijowski: główne miasta Biała Cerkiew nad Rosią, Trylisy (Trylesy) nad Kamionką, Chwastów (Fastów) nad Unawą, Hostomla nad Irpeniem, Trechtymirów nad Dnieprem, Kaniów przy ujściu Kaniówki do Dniepru, Kumejki, Czerkasy, Żabotyn, Smiła nad Taśminem (własność książąt Lubomirskich), Borowica nad Dnieprem, Kryłów nad Dnieprem, Czehryń nad Taśminem, Zwinogródka (Zwinogród) nad Zgniłym Tykiczem, Lisianka przy ujściu Lisianki do Tykicza, Ochmatów nad Bachwą, Stawiszcze nad Tykiczem, Korsuń, Niechoroszcza nad Pustachą między Korsuniem a Bohusławiem, Bohusław przy ujściu Bohusławki do Rosi, Taraszcza, Skwyra nad Skwirą, Romanów (Romanówka) nad Unawą, Szawuliskie (Szuwalskie) nad Tykiczem, Kahorlickie (Kahorlik) nad Hniłuszą, Sinica (Sinickie) nad Rosią i Sinicą, Tabor (Taborowskie) nad Rastawicą, Stawiszcze nad Kamionką, Rożów nad Zdwirzem, Dymirskie, Wyszogród, Żółte Wody, Hermanowskie, Tetjów nad Rosią, Biłółówka, Białopol, Chodorków nad Irpeniem, Brusiłów nad Zdwirzą, Jasnogródka nad Zdwirzem, Moszna nad Moszną, Aleksandrówka.

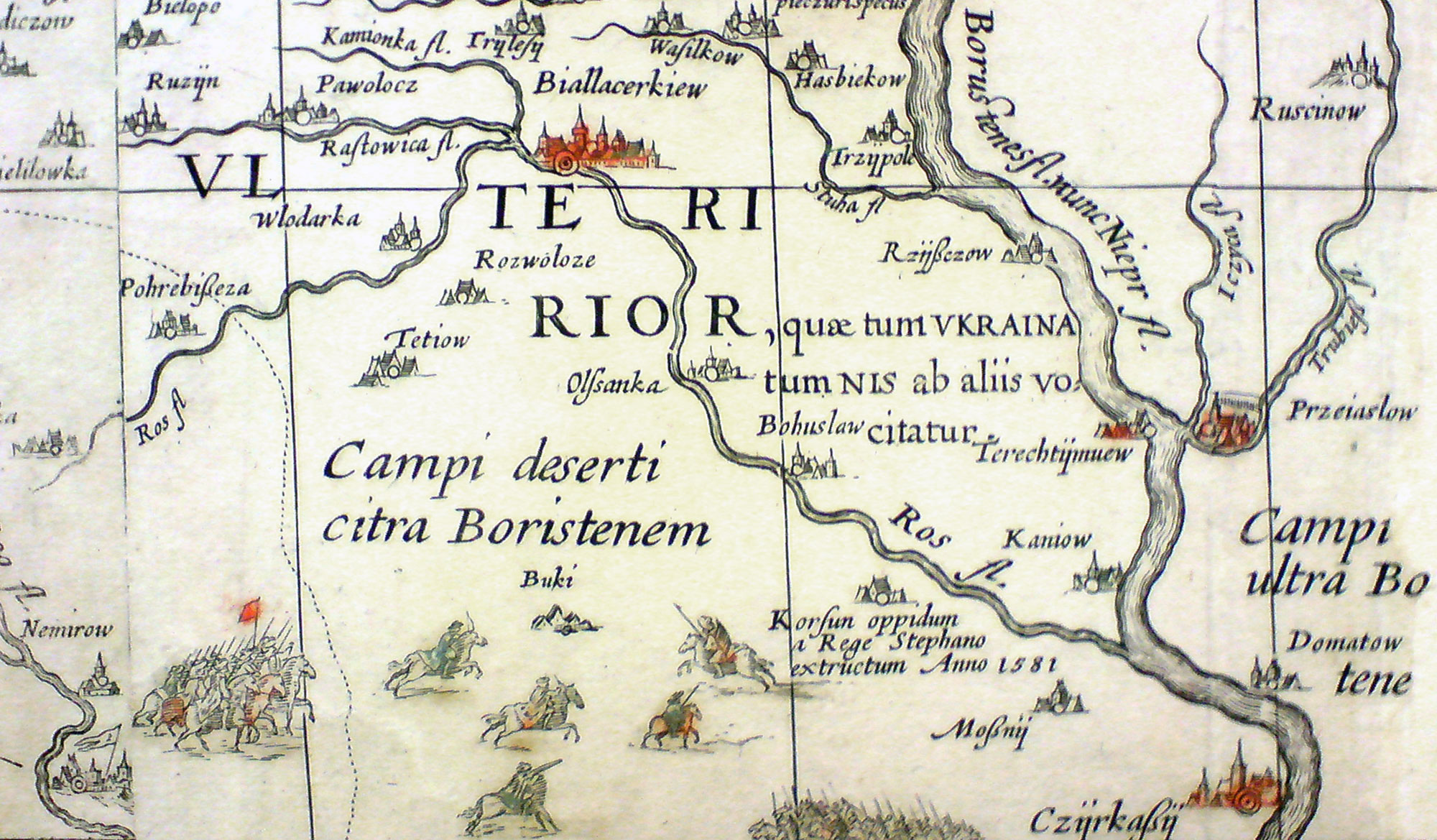
Biała Cerkiew i Czerkasy, na mapie "radziwiłłowskiej" z roku 1613.

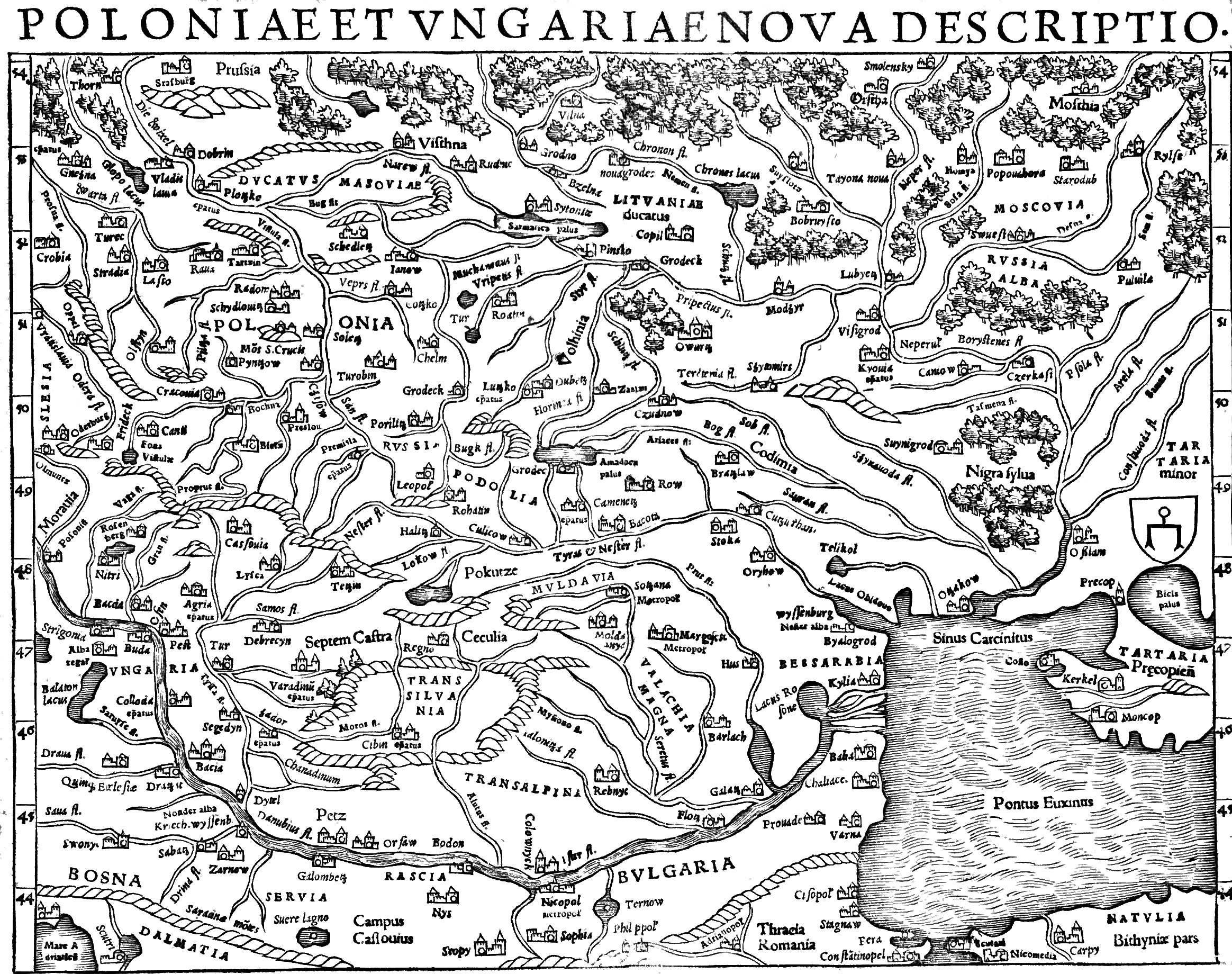
Żytomierz (Szytomirs) i Kijów (Kyui) na mapie Poloniae et Ungariae, z Cosmographii Sebastiana Münstera, 1554

Z ziem oderwanych od Polski a wchodzących w skład województwa kijowskiego została utworzona w roku 1708 gubernia kijowska.
W wyniku długowiekowej obecności Polaków nad tych ziemiach, jeszcze w roku 1852 pograniczne gubernie rosyjskie kijowska i połtawska nazywane były „Polską”.

#### Największe miasta
W latach sześćdziesiątych XVII wieku na lewym brzegu Dniepru funkcjonowało około 90 miast, w części których mogły być przed powstaniem Chmielnickiego łacińskie parafie. Prof. Serczyk wymienia 37 miast istniejących na terenie województwa kijowskiego w czasach Zygmunta III Wazy, który miały prawo magdeburskie. Stosunkowo ludne miasta istniały w przededniu powstania Chmielnickiego. Według danych szacunkowych, 15 tys. mieszkańców liczył ówczesny Kijów, 10,7 tys. Biała Cerkiew.

### Stolica
Początkowo stolicą województwa był, zgodnie z jego nazwą, Kijów.
W 1397 roku Kijów stał się siedzibą diecezji katolickiej. W 1494 roku król Polski Aleksander I Jagiellończyk nadał miastu prawa magdeburskie. Miasto po unii lubelskiej w (1569) roku zostało włączone do Korony Polskiej i stało się stolicą województwa kijowskiego w prowincji małopolskiej. W styczniu 1649 Bohdan Chmielnicki uroczyście wjechał do miasta, witany przez prawosławnego metropolitę kijowskiego Sylwestra Kossowa, miasto odzyskał Janusz Radziwiłł w 1651 roku. Po ugodzie perejasławskiej, w której Bohdan Chmielnicki poddał Hetmanat zwierzchnictwu cara Rosji, Kijów był jednym z dwóch miast na terytorium Naddnieprza w którym po wyjeździe ostatniego polskiego wojewody Adam Kisiela został osadzony garnizon moskiewski. Wojsko rosyjskie wzniosło w Kijowie ufortyfikowaną cytadelę, z której kontrolowało miasto. Na mocy Rozejmu andruszowskiego w 1667 roku Rzeczpospolita przyznała na dwa lata prawa Carstwa Rosyjskiego do utrzymania garnizonu w stołecznym Kijowie, jednak garnizon ten pozostał w mieście także po tym okresie. W 1686 roku na mocy traktatu Grzymułtowskiego miasto oficjalnie zostało przyznane Rosji wraz ze znaczną częścią województwa. Nazwa województwa nie została jednak zmieniona, a jego faktyczną stolicą został Żytomierz.
Żytomierz był broniony wałem i zamkiem o 3 bramach i 5 basztach. Odbywały się w nim popisy szlachty i sejmiki kijowskie. W roku 1640 ufundował tu Janusz Tyszkiewicz klasztor OO Bernardynów. Po zwycięstwie pod Batohem w 1652 roku, Chmielnicki zamienił Żytomierz w miasto setnicze pod asawułą Kaliną Sokołowskim. Dopiero Unia Hadziacka w 1658 zwróciła go Rzeczypospolitej. Odtąd stał się on de facto stolicą województwa kijowskiego.

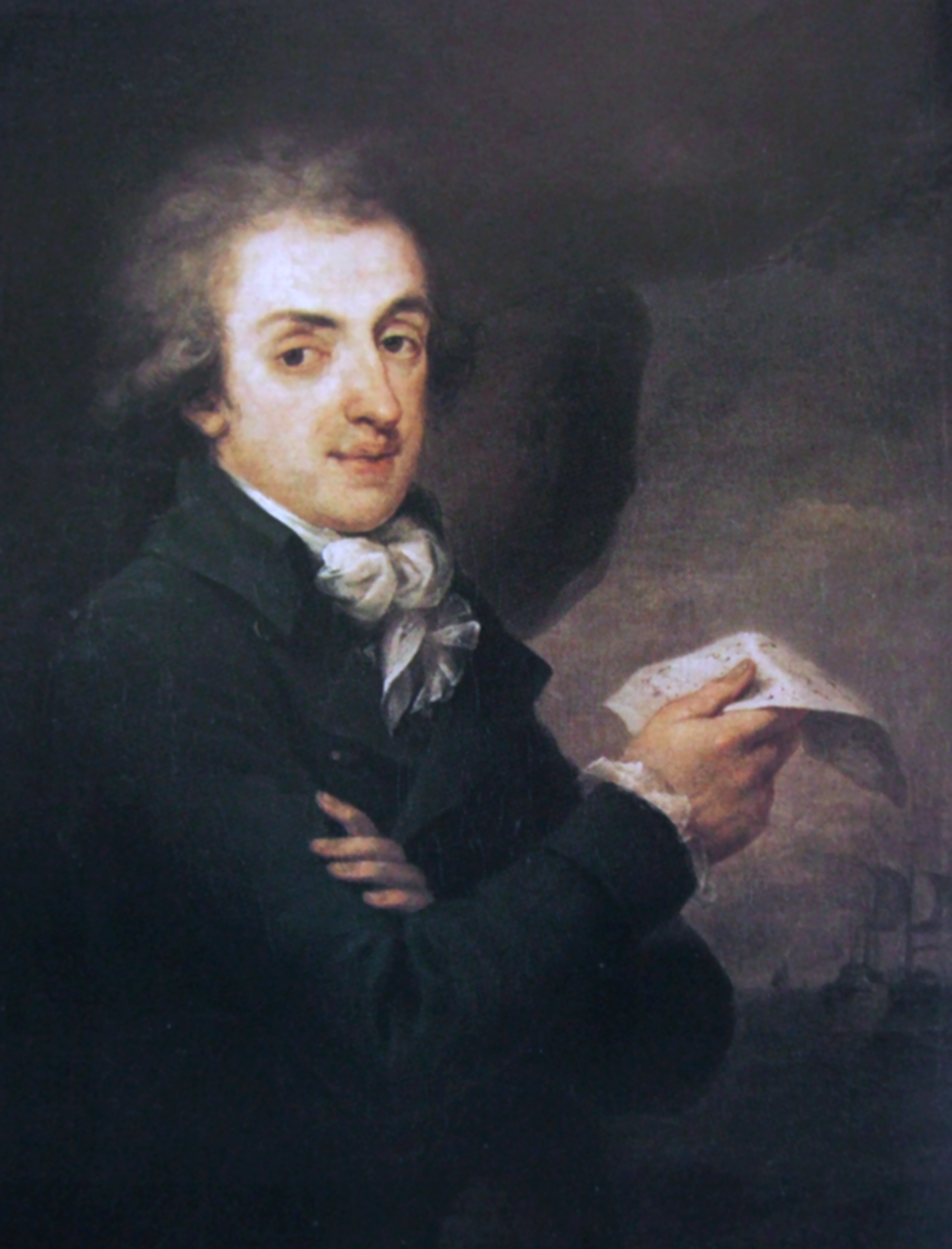
Antoni Protazy Potocki wojewoda kijowski, twórca Kompanii Handlowej

## Gospodarka
W ostatnim ćwierćwieczu XVI wieku i w następnym półwieczu na terenie województw kijowskiego i bracławskiego powstało ponad 300 miast i wsi z nadania sejmów Rzeczypospolitej. Większość z nich zbudowana została na prawie magdeburskim, co sprzyjało rozwojowi handlu i rzemiosła. Wokół tych miast koncentrowało się życie najbliższej okolicy.
Największą fortunę magnacką dziedziczył pod koniec XVI w. książę, wojewoda kijowski Konstanty Ostrogski. Własność nad większością województwa sprawowały rody magnackie gł. Wiśniowieccy, Zasławscy, i Ostrogscy, złożone ze spolonizowanej szlachty ruskiej i zarządzające ogromnymi latyfundiami. Na północnym Zadnieprzu latyfundia należały do kijowskiego monasteru pieczerskiego.
Na sejmie w 1590 zezwolono królowi na rozdawnictwo ziem „pustynnych” (łac. loca deserta) położonych na wschód od Białej Cerkwi.
Żydzi stanowili administracyjno-ekonomiczne zaplecze magnaterii i szlachty polskiej. W XVI i XVII w. przybyła ich na „Ukrainę” spora liczba. Obejmowali oni funkcje oficjalistów dworskich, ekonomów, dzierżawców (np. komór celnych), zarządców gospodarstw. Arendarze dzierżawili od szlachty produkcję i sprzedaż wódki i piwa, na który szlachta miała wyłączny monopol.
Handlowano głównie zbożem, i tzw. hreczką na potrzeby przemysłu propinacyjnego, futrami, woskiem, miodem, łojem, soloną rybą etc.
W pierwszej połowie XVII w. na Ukrainie rozwijają się wielkie latyfundia rodowe liczące od 100 do 500 wsi należące do polskiej magnaterii. Folwark pańszczyźniany staje się wówczas w gospodarce województwa głównym producentem zboża na eksport. Dla porównania na jeden folwark w województwie wołyńskim przypadało 10 wsi, w kijowskim 13 (w krakowskim na 1 folwark przeciętnie 2 wsie).
Dawna historiografia właśnie im przypisuje główną odpowiedzialność za wybuch buntów chłopskich – ich ekspansywna polityka rolna miała prowadzić do stałego podnoszenia powinności pańszczyźnianych i wpędzać chłopstwo w nędzę. W 1648 w wyniku Powstanie Chmielnickiego zniszczenia objęły również całe województwo kijowskie.
Właścicielami największych majątków stają się w XVII w. Koniecpolscy herbu Pobóg, Potoccy herbu Pilawa, Zamoyscy herbu Jelita, Lubomirscy herbu Szreniawa bez Krzyża, dysponując olbrzymim majątkiem, nieograniczoną władzą i przybocznym wojskiem. Niektórzy z nich zdolni byli nawet do prowadzenia własnej polityki zagranicznej. W tym czasie magnackie majątki rodowe rządzą się już własnymi prawami, zwanymi ordynacją regulującą prawo dziedziczenia wielkich latyfundiów w całości przez jednego spadkobiercę. W połowie XVIII w. m.in. Ordynacja Ostrogska, liczyła 19 miast i 589 wsi, o rocznym dochodzie 1 234 000 zł.

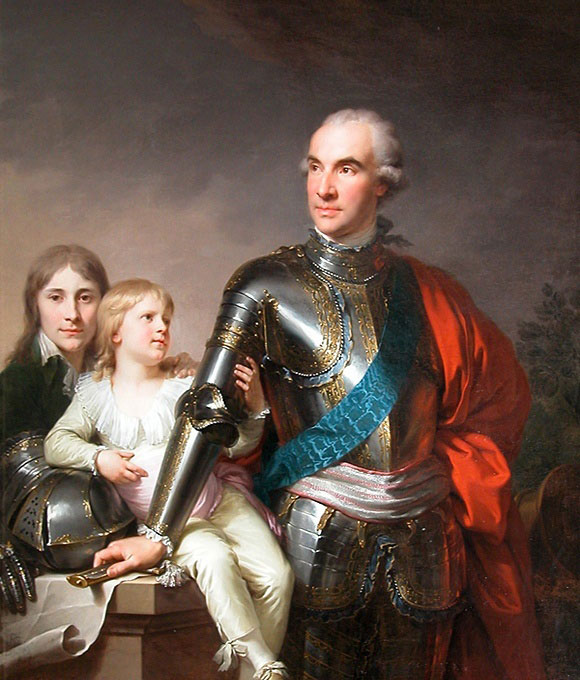
Stanisław Szczęsny Potocki z synami

Do hetmana Koniecpolskiego, na obszarze tylko woj. bracławskiego i kijowskiego w 1640 mieszkało blisko 120 000 ludności, w dobrach Franciszka Lubomirskiego znalazły się Smiła, 9 miasteczek i 179 wsi, zamieszkane przez 100 000 „dusz męskich”, Stanisław Lubomirski posiadał 31 miast i 738 wsi, Szczęsny Potocki rozciągał swą władzę nad przestrzenią wynoszącą trzy miliony morgów (=17 000 km²), w tym połowa „pod pługiem”, na których pracowało 130 tysięcy chłopów.
W XVIII wieku w województwie kijowskim mieszkało m.in. 27 rodzin latyfundystów, którzy stanowili tylko 7% ogółu właścicieli ziemskich, ale w rękach swych skupili blisko 68% areału całej ziemi. Na początku XIX w. po likwidacji województwa kijowskiego 87 procent majątków w guberni kijowskiej należało do szlachty polskiej, stanowiąc przede wszystkim własność magnackich rodów Branickich, Potockich i Poniatowskich.
W roku 1783 powstała Kompania Czarnomorska z inicjatywy wojewody kijowskiego Antoniego Potockiego. Była to spółka akcyjna kontrolująca wymianę handlową Rzeczypospolitej z portami Morza Czarnego. Były to głównie produkty rolne wielkich latyfundiów magnackich.

## Oświata
Szczególną rolę odegrała w życiu Cerkwi w Rzeczypospolitej szkoła założona w Kijowie przez ówczesnego biskupa prawosławnego i metropolity kijowskiego Piotra Mohyły. W 1631 zorganizował on Kolegium przekształcone później w słynną Akademię Mohylańską w Kijowie, która stała się głównym centrum kultury ukraińskiej w XVII wieku.

## Religia

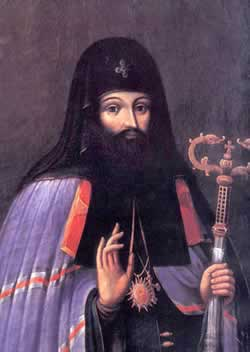
Piotr Mohyła prawosławny metropolita kijowski

Najdłużej funkcjonującą na obszarze województwa była prawosławna metropolia kijowska. W XVI wieku metropolia kijowska składała się z dziewięciu eparchii. Jednak na skutek wojen z Moskwą, w 1514 roku, została utracona eparchia smoleńska, w 1563 roku – połocka. W 1578 roku Stefan Batory przywrócił eparchię połocką. Przed unią brzeską metropolia kijowsko-halicka była podzielona na osiem eparchii: kijowską, włodzimiersko-brzeską, łucko-ostrogską, połocko-witebską, przemysko-samborską, halicko-lwowsko-kamieniecką. W 1596 ruscy biskupi prawosławni zmuszeni zostali przez króla Zygmunta III Wazę do zawarcia na synodzie w Brześciu unii powtórnie uznając zwierzchnictwo papieża i tworząc w ten sposób Kościół unicki.
W myśl postanowień unii legalnie istniała w Kijowie tylko metropolia unicka. W październiku 1620 roku, po wyświęceniu metropolity Hioba przez patriarchę jerozolimskiego Teofana III zaczęła nieoficjalnie funkcjonować prawosławna metropolia, prawnie zatwierdzona dopiero 14 marca 1633 roku przez sejm elekcyjny w 1632 roku i nowo wybranego króla Władysława IV. W 1631 powstaje prawosławne Kolegium przekształcone później w Akademię Mohylańską.
W roku 1789 liczba ludności w tym województwie należącej do kościoła unickiego wynosiła 745 700 osób. W sumie do diecezji kijowskiej (część korony, województwo kijowskie i bracławskie) w 1789 liczba wiernych wynosiła 1 573 400 osób.
W latach 1569–1648 celem pielgrzymek były na Kijowszczyźnie jedynie świątynie prawosławne: sobór Mądrości Bożej, Monaster św. Michała Archanioła o Złotych Kopułach i monaster pieczerski ze swymi cennymi relikwiami. Szlachta katolicka przez pierwsze lata funkcjonowania województwa do dyspozycji miała tylko nieliczne ośrodki kultu. Stary kościół dominikański i drewnianą katedrę w Kijowie (1569). Na początku XVII powstają pierwsze parafie poza Kijowem m.in. Korosteczewie Olizarów (1602), Byszewie Charlęskich (1607).
Rzymskokatolickie biskupstwo kijowskie mające charakter misyjny uzyskało pełnoprawny status kościelny, i w roku 1412 decyzją papieża Jana XXII zostało włączone do metropolii lwowskiej. Biskupstwo fundował Władysław Jagiełło.
Na początku XVIII siedzibą biskupstwa kijowskiego został Żytomierz, po przeniesieniu tu z Kijowa. Rezydencję oraz kościół katedralny pw. św. Zofii wystawił biskup Samuel Jan Ożga. W roku 1724 kasztelan kijowski Kazimierz Stecki założył w tym mieście misję jezuicką. Dzięki jezuitom powstała również szkoła, która w roku 1784 liczyła 600 uczniów.
Po 1795 rzymskokatolicką diecezję kijowską rozwiązano, natomiast biskup Kacper Kazimierz Cieciszowski, za cesarzowej Katarzyny mianowany został biskupem pińskim.

## Historia
Pod względem politycznym do 1240 roku większość dzisiejszego obszaru Ukrainy naddnieprzańskiej należała do Rusi Kijowskiej, a następnie (po rozbiciu dzielnicowym Rusi) do sukcesyjnych księstw ruskich. Najazdy mongolskie w XIII wieku i ekspansja Wielkiego Księstwa Litewskiego na ziemie ruskie położyły kres suwerenności tych dzielnic. Głównymi ośrodkami administracyjnymi Naddnieprza w wiekach XV-XVII były m.in. Kijów, Czehryń, Biała Cerkiew.

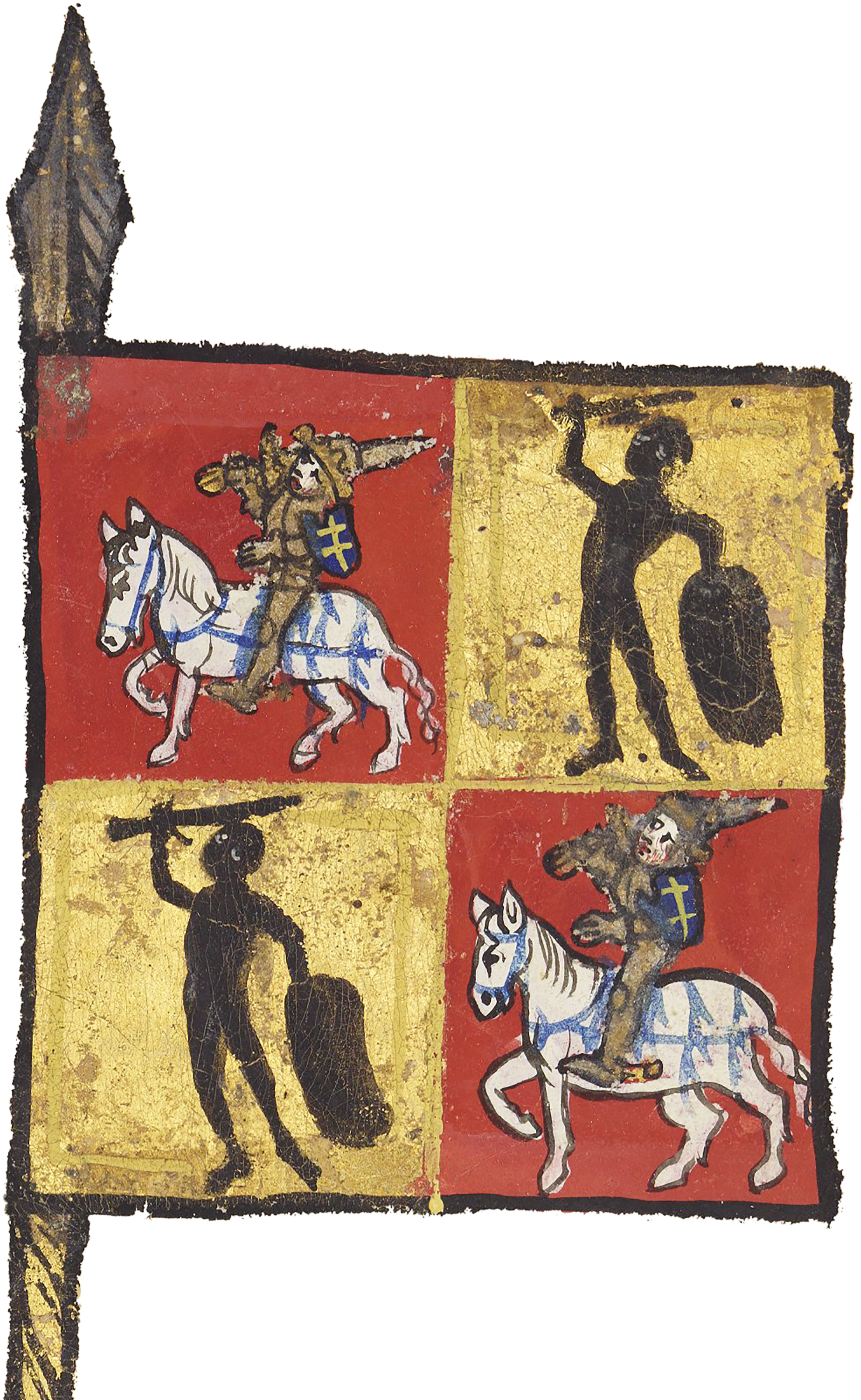

Kijów został zdobyty przez wojska księcia Gedymina w roku 1320. W obawie przed uczynieniem tej prowincji dziedzicznym księstwem we władaniu jednej rodziny panowie litewscy w roku 1471 znieśli tytuł księstwa, jednocześnie wybierając Marcina Gasztołda pierwszym wojewodą kijowskim.
W lecie 1482 chan krymski Mengli I Girej za namową kniazia Iwana III napadł na ziemię kijowską. 1 września zdobył zamek, spalił katedry i kościoły oraz wziął do niewoli wielu ludzi. Podczas oblężenia został wzięty do niewoli namiestnik kijowski Jan Chodkiewicz wraz ze swoją żoną. Po tym zwycięstwie kniaź kijowski i chan krymski odbyli w roku 1493 wspólny pochód przez ziemię kijowską do Kijowa.

### Rzeczpospolita Obojga Narodów
W wyniku unii lubelskiej z 1569 roku do Korony Królestwa Polskiego pomimo protestów części posłów litewskich przeszły tereny przyszłych województw wołyńskiego (stolicą w Łucku), kijowskiego, bracławskiego oraz czernihowskiego.

„księstwo kijowskie y wszech oney ziemie obywatelów od posłuszeństwa władzey, powinności y rozkazowania W. ks. Lit. na wieczyne czasy wyymuiemy y wolnemi czynimy y ku królestwo polskiemu, w tytuł korony przywracamy y złączamy”.
Brak jest spisu ziemian województwa kijowskiego, składających w 1569 przysięgę homagialną na zamku w Kijowie. W 1591 r. pod przywództwem Krzysztofa Kosińskiego wybuchło powstanie kozackie. Kosiński zebrał wówczas 5 tysięcy kozaków i ogłosiwszy się ich atamanem ruszył na dobra książąt Ostrogskich. 29 grudnia 1591 zdobył Białą Cerkiew, gdzie zabrał i zniszczył dokumenty i przywileje odnoszące się do ziem województwa kijowskiego. Prywatny zatarg Kosińskiego przeistoczył się wkrótce w ogólnonarodowe powstanie kozacko-chłopskie, zwane od nazwiska przywódcy – powstaniem Kosińskiego.
W końcu XVI i w XVII wieku Ukraina Naddnieprzańska była widownią częstych powstań kozackich (powstanie Nalewajki) sukcesywnie tłumionych przez Polaków do czasu powstania Chmielnickiego (bezpośrednim powodem jego wybuchu była niezgoda sejmu na podwyższenie liczby Kozaków rejestrowych, co obiecał Kozakom planujący wojnę z Turcją król Władysław IV Waza). Talent dowódczy i sojusz z Tatarami krymskimi pozwoliły Chmielnickiemu na zorganizowanie faktycznie niezależnego państwa. Był to jednak stan przejściowy niemający szans na utrwalenie. W wyniku ugody zborowskiej pod kontrolą Kozaków znalazły się 3 województwa: Kijowskie, Bracławskie, Czernihowskie. Zgodnie z tym porozumieniem wszelkie urzędy na tych terenach otrzymywać miała szlachta prawosławna. Wojskom koronnym, Żydom i jezuitom wstęp na ten obszar był zabroniony, a powracający na Krym Tatarzy otrzymali prawo do brania napotkanej ludności w jasyr.
W okresie wojen kozackich narodziła się idea powstania trzeciego, ruskiego członu federacji polsko-litewskiej (promował ją wojewoda kijowski Adam Kisiel i król Jan II Kazimierz Waza). W 1654 Chmielnicki i starszyzna Hetmanatu zawarli ugodę z Rosją, w której poddali Hetmanat władzy cara. Car Aleksy Michałowicz zerwał traktat pokojowy z Rzecząpospolitą i dwoma armiami najechał Koronę i Litwę, rozpoczynając tym długoletnią (1654–1667) wojnę polsko-rosyjską. W toku walk polsko-rosyjskich część Kozaków opowiedziała się za związkiem z Rzecząpospolitą, część za Rosją. 21 października 1655 w czasie II wojny północnej w Krakowie województwo poddało się Karolowi Gustawowi razem z pozostałymi województwami prowincji małopolskiej. Choć niektóre z województw były w rękach rosyjsko-kozackich, przysięgę na wierność królowi Szwecji składała zbiegła stamtąd szlachta.
W 1658 Hetmanat zawarł z Rzecząpospolitą Unię Hadziacką, na mocy której powstawało Księstwo Ruskie, tworzące wraz z Koroną i Wielkim Księstwem Litewskim państwo trójczłonowe – Rzeczpospolitą Trojga Narodów. W bitwie pod Konotopem hetman Iwan Wyhowski rozbił doszczętnie wojsko rosyjskie, które wkroczyło na Ukrainę.

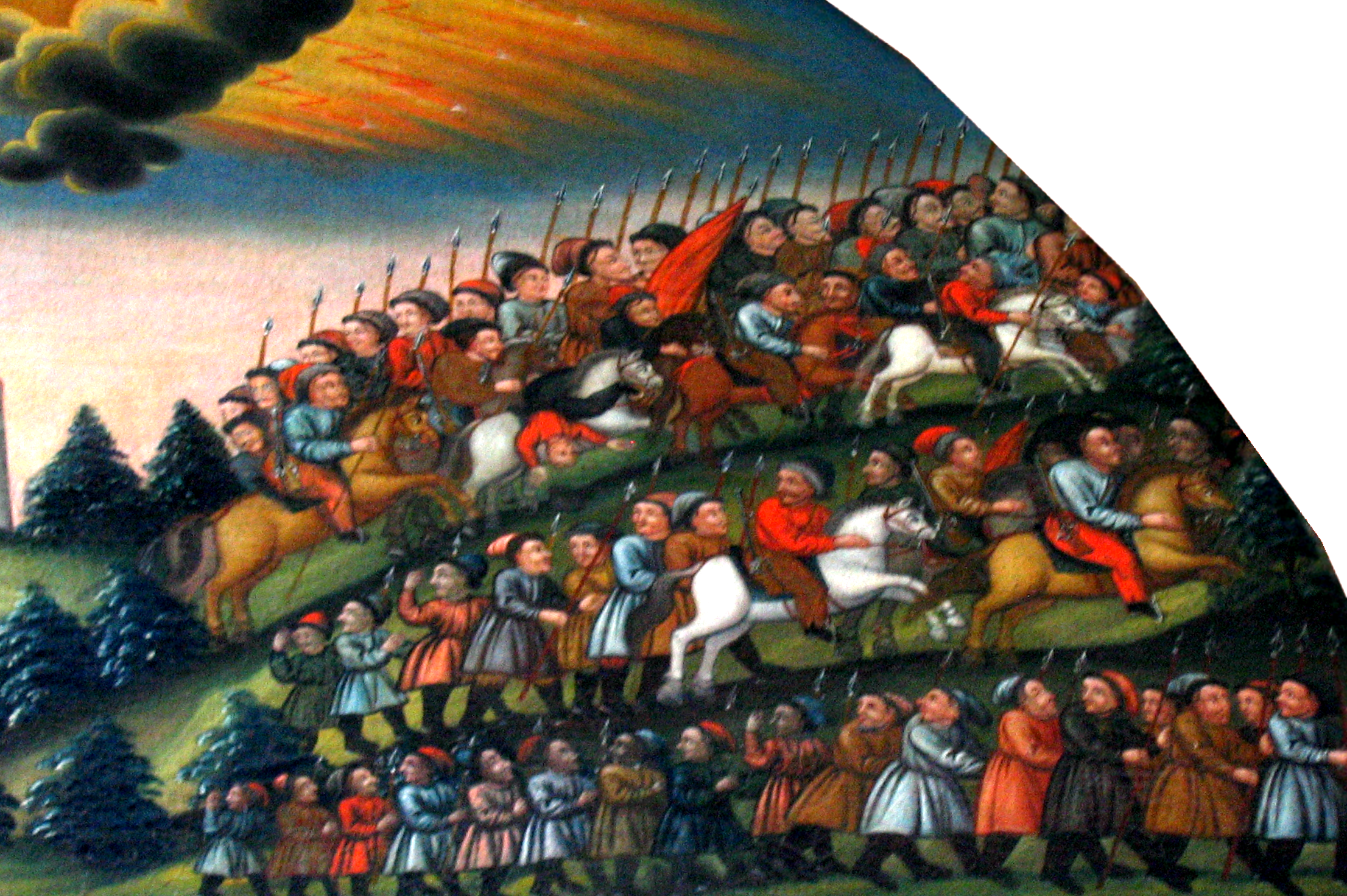
Armia kozacka była główną siłą powstań na Naddnieprzu (1648)

Postanowienia unii hadziackiej nie weszły jednak ostatecznie w życie, wskutek interwencji rosyjskiej, buntu części Kozaków spowodowanego przez Moskwę i odsunięcia od władzy Iwana Wyhowskiego. Dnia 7 października 1660 miała miejsce Bitwa pod Słobodyszczami w czasie wojny polsko-rosyjskiej 1654–1667 pomiędzy dywizją Jerzego Sebastiana Lubomirskiego a idącym na odsiecz pod Cudnów wojskiem Jerzego Chmielnickiego. Po bitwie zawarta została ugoda cudnowska. Ostatecznie po kilku lat wojny polsko-rosyjskiej, na mocy rozejmu w Andruszowie 30 stycznia 1667 Ukraina Lewobrzeżna (z Kijowem i częścią województwa kijowskiego zostało odstąpione) pozostała pod władzą Carstwa Rosyjskiego, podczas gdy Prawobrzeżna pozostała przy Polsce (okresowo, po traktacie w Buczaczu 1672 do pokoju w Karłowicach 1699, jej część znalazła się pod władzą Turcji).
Zawarty w 1686 traktat pokojowy pomiędzy Rzecząpospolitą a Rosją ustalił granicę między obu państwami na terenie Naddnieprza do roku 1793 – drugiego rozbioru Polski.
W roku 1706 przez województwo przeszła armia rosyjska (III wojna północna), kierując się w stronę Kalisza. Karol XII zawiązał sojusz z hetmanem Ukrainy Lewobrzeżnej Mazepą. Plan zakładał m.in. wspólny atak na Moskwę oraz utworzenie zjednoczonej Ukrainy.
Zawiązany pod węzłem konfederacji radomskiej tzw. sejm repninowski w Warszawie zajął się rewizją reform przeprowadzonych przez sejm konwokacyjny w 1764. Poseł rosyjski Nikołaj Repnin postanowił sterroryzować posłów, porywając 14 października przywódców konfederacji radomskiej: biskupa kijowskiego Józefa Andrzeja Załuskiego, biskupa krakowskiego Kajetana Sołtyka, hetmana polnego koronnego Wacława Rzewuskiego i jego syna Seweryna.
24 lutego 1768 Rzeczpospolita podpisała z Rosją Traktat wieczystej przyjaźni, mocą którego stawała się protektoratem rosyjskim. Katarzyna II gwarantowała nienaruszalność granic i ustroju wewnętrznego tego państwa. Konfederacja generalna zawiązana została w Barze 29 lutego 1768. Skierowana była przeciw różnowiercom, uległemu królowi Stanisławowi Augustowi Poniatowskiemu, który z pomocą Repnina narzucił Rzeczypospolitej gwarancję rosyjską.
Konfederaci wszczynając wojnę domową wypowiedzieli również wojnę Rosji i zaatakowali garnizony wojsk rosyjskich znajdujące się od czasu bezkrólewia w 1763 w Rzeczypospolitej. Gdy 19 czerwca 1768 Rosjanie, wspierani przez wierne Stanisławowi Augustowi wojska koronne pod wodzą regimentarza Franciszka Ksawerego Branickiego zdobyli Bar – szlachta przeniosła walki na Ukrainę licząc na pomoc pobliskiej Turcji. Wkrótce jednak doszło tam do buntu hajdamaków i rzezi ludności polskiej i żydowskiej (rzeź humańska, koliszczyzna). W czerwcu 1768 roku zostały opanowane następujące główne miasta: Żabotyń, Śmiła, Czerkasy, Korsuń, Bohusław, Lisianka.
Jedne z najkrwawszych wydarzeń rozegrały się w zdobytym 21 czerwca 1768 Humaniu. Krwawy bunt chłopski został równie okrutnie stłumiony, a przywódcy kozaccy Iwan Gonta i Maksym Żeleźniak straceni.
Wiosną 1792 w Targowicy niedaleko Humania miasta na granicy z województwem kijowskim została zawiązana Konfederacja targowicka przez przywódców magnackiego obozu republikanów w celu przywrócenia starego ustroju Rzeczypospolitej, pod hasłami obrony zagrożonej wolności przeciwko reformom Konstytucji 3 maja, wprowadzającym monarchię konstytucyjną. Jej zawiązanie posłużyło Rosji jako pretekst do interwencji zbrojnej w Rzeczypospolitej.

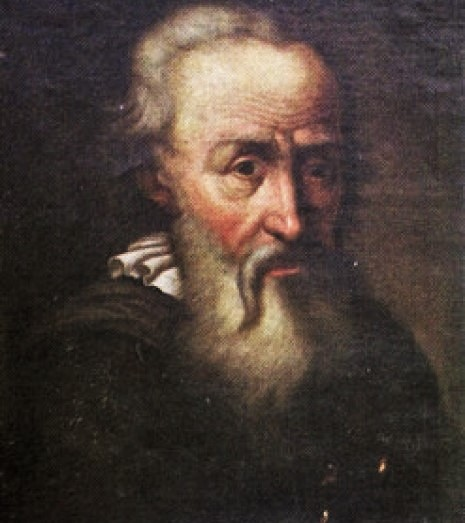
Konstanty Wasyl Ostrogski książę na Ostrogu litewski magnat, starosta włodzimierski, wojewoda kijowski od 1559

### Etnografia
We wczesnym średniowieczu był to obszar w większości zamieszkany przez wschodniosłowiańskie plemiona Drewlan w dorzeczu Słuczy z głównymi grodami w Owruczu i Korosteniu, wschodnich Polan, którzy zajmowali oba brzegi środkowego Dniepru, i Uliczów między Dniestrem a Prutem.
W roku 1030 wareskie wojska Rurykowiczów zagarnęły Bełz, a w następnym roku w wyniku wyprawy Jarosława I Mądrego i Haralda III Surowego inne grody Lachów aż po San.
W późnym średniowieczu pod panowaniem ruskim Lędzianie (Lechici) ulegli całkowitej rutenizacji. Zaczęła się ona w 1031 od przesiedlenia przez Jarosława I Mądrego, jak podaje Nestor znacznej części ludności lędziańskiej nad rzekę Roś na Naddnieprzu między Biała Cerkwią a Czerkasami na zachód od Kijowa, gdzie długo zachować mieli swą odrębność etniczną.
Większą część starego województwa nazywana była Dzikimi Polami. Początkowo były to ziemie niemal w ogóle niezamieszkane. Późniejsi osadnicy padali ofiarą najazdów wielu wojsk, których szlak wypadał tą drogą. Swą zwyczajową nazwę zawdzięczają licznym uchodźcom, którzy ciągnęli tu zarówno z Polski, Rosji, jak i innych państw. Było wśród nich wielu przestępców, jak i ludzi niewolnych, uciekających przed prześladowaniami. Powodem, dla którego tu przybywali, był praktyczny brak jakiejkolwiek władzy na terenie Dzikich Pól. Z nich to właśnie wykształciła się Kozaczyzna. Obszary Naddnieprza do 1569 r. stanowiły część Wielkiego Księstwa Litewskiego. W tymże roku zostały inkorporowane do Korony Polskiej jako województwa kijowskie i bracławskie. Centrum Kozaczyzny zaporoskiej znajdowało się w dolnym biegu Dniepru, w kraju za dnieprowymi progami skalnymi (ukr. porohy) zwanym Zaporożem, Niżem, także Dzikimi Polami. Społeczność kozacka stanowiła żywioł z trudem podporządkowujący się władzy królewskiej i nie mieszczący się w ramach podziałów stanowych, na których opierał się system ustrojowy dawnej Rzeczypospolitej.
Nazwę „Ukraina” pierwotnie stosowano w odniesieniu do województwa kijowskiego. Głównym trzonem osadniczym w najstarszych koloniach w Kijowie, Kamieńcu Podolskim i Lwowie byli Ormianie przybyli bezpośrednio z Armenii. W Słobodyszczach w roku 1660 było tylko samych Greków około 4 tys. zbiegłych do miasta przed Turkami. Najważniejsze skupiska wojskowego osadnictwa tatarskiego w XV – XVI w. znajdowały się w pobliżu głównych ośrodków handlowych. Większą liczbę prostych wojowników osiedlono wówczas na ziemi kijowskiej, gdzie przebywało także ich potomstwo. Osadnicy z terenów Mazowsza i ziemi przemyskiej szybko ruszczeli, z uwagi na niedostateczną liczbę parafii rzymskokatolickich.

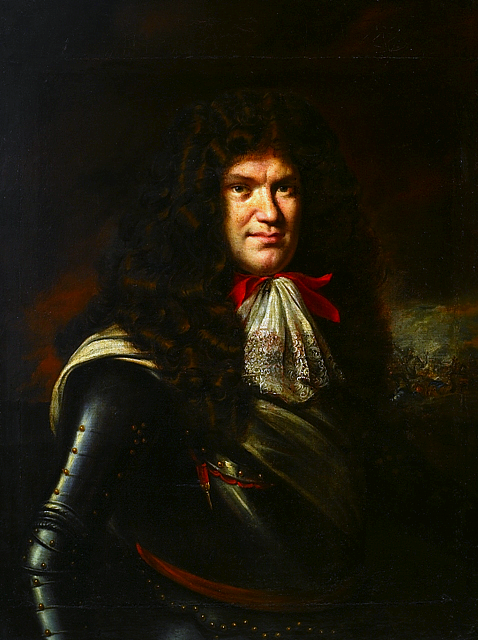
Marcin Kazimierz Kątski wojewoda kijowski, generał, wybudował w widłach Zbrucza i Dniestru sławny szaniec, a później twierdzę pod nazwą Okopy Świętej Trójcy.

### Chorągiew
Na zielonej chorągwi wojennej o dwóch rogach znajdowały się w polu czerwonym herb Wielkiego Księstwa Litewskiego (Pogoń) z jednej, wizerunki anioła oraz czarnego niedźwiedzia z drugiej strony.
Motyw niedźwiedzia województwa kijowskiego, poświadczony w źródłach, zdaje się być reliktem dawnego herbu ziemi kijowskiej z czasów Wielkiego Księstwa Litewskiego. W tym charakterze występował on na pieczęciach.

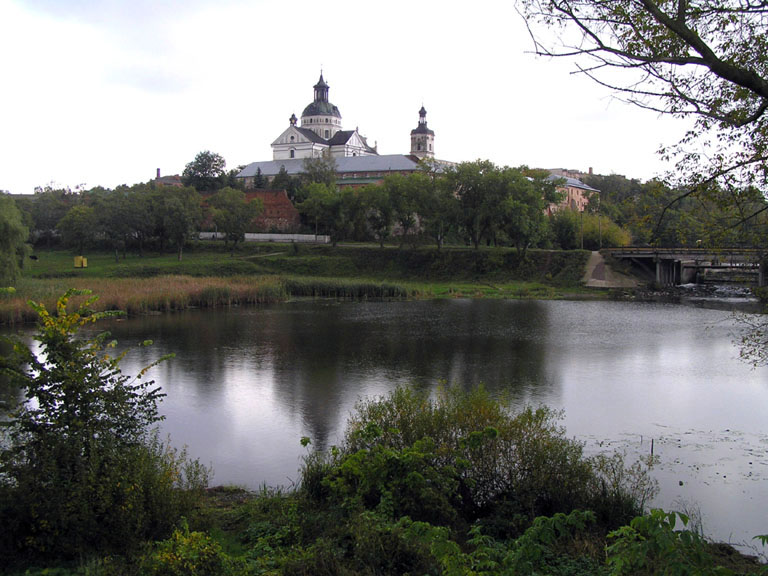
Klasztor Karmelitów w Berdyczowie fundacji Janusza Tyszkiewicza

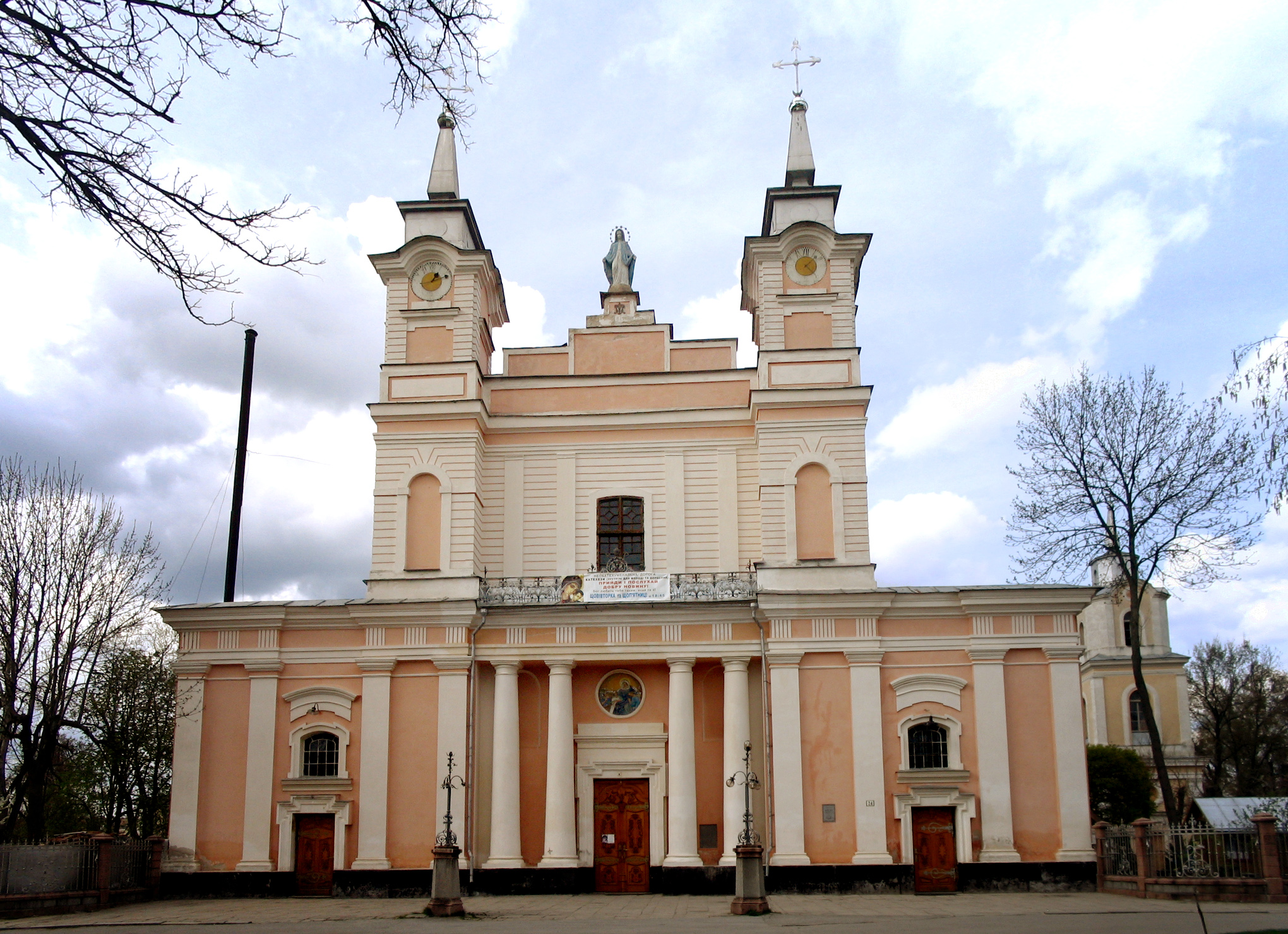
Kościół katedralny pw. św. Zofii w Żytomierzu fundacji Samuela Ożgi

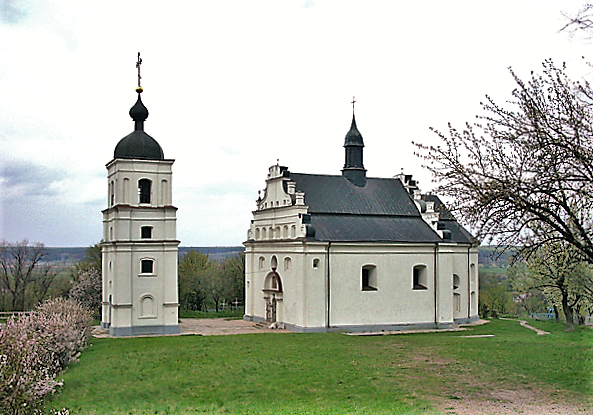
Cerkiew św. Eliasza w Subotowie k. Czehrynia fundacji Bogdana Chmielnickiego

## Siły zbrojne województwa
Województwo kijowskie miało wiele miejsc obronnych. Oprócz dawnych zamków w Żytomierzu, który w XIV wieku należy do litewskich książąt Olgierdowiczów, w Owruczu, gdzie o grodzie wspominał już Nestor, zdobyty przez wojska Gedymina księcia litewskiego w 1320 roku, odbudowany w roku 1545.
W późniejszym czasie obwarowane zostały: Chwastów, Pawołocz, Taborówka nad Rastawicą, Wołodarka nad Rosią, twierdza Kudak za porohami, zbudowana w 1635 z inicjatywy hetmana wielkiego koronnego Stanisława Koniecpolskiego. W Stawiszczach i w Międzyrzeczu były również twierdze, lewy brzeg rzeki Rosi został obwarowany. Zamki obwarowane były także w Lisiance w Bohusławiu i Trypolu, umocniony był Kaniów nad Dnieprem i Trechtemirów.
- Twierdza-klasztor w Białej Cerkwi została rozbudowana i umocniona przez wojewodę ruskiego hetmana polnego koronnego Stefana Czarnieckiego, który zorganizował również obronę zamku. Twierdza kamienna znajdowała się na górze nad rzeką Roś, z charakterystyczną z białą baszta. Od 1552 istniał tu również klasztor, początkowo augustianów, następnie jezuitów. Była to wówczas niewielka świątynia murowana, a jezuici prowadzili przy niej ożywioną działalność misyjną. W roku 1671 oddziały Doroszenki zaatakowały Białą Cerkiew, która była wtedy jedynym polskim punktem oparcia na Ukrainie. Twierdza odbita została w tym samym roku przez wojska hetmana Jana Sobieskiego. Do sierpnia 1702 Biała Cerkiew, była najsilniejszą polską twierdzę na Ukrainie, w tym też roku została opanowana przez powstańców pod wodzą Paleja. Do wybitniejszych komendantów twierdzy należeli: generał major głównej komendy fortecy Jan Stachórski (1664–1668), podpułkownik Jan Zygmunt Löbel (1668–1671), Gerhard Fitinghof (1671–1672), pułkownik Ernest Otto Rappe (1678), Ludwik de Orgewalt kapitan, a następnie major i podpułkownik (1693) oraz pułkownik, miecznik podolski Jan Gałecki (1694).
- Klasztor berdyczowski, położony jest 185 km od Kijowa. Był bastionem polskości „nie tylko-jak pisze o. Benignus Józef Wanat OCD – przez swą silną twierdzę, ale przez swą działalność duszpasterską przy wielkim sanktuarium. Tyszkiewicz wzniósł w Berdyczowie kościół z obrazem Matki Boskiej z Dzieciątkiem oraz klasztor-twierdzę dla karmelitów bosych. Klasztor ten był jedną z czterech głównych twierdz konfederacji barskiej. Po szesnastu dniach oblężenia padł 13 czerwca 1768 broniony przez Kazimierza Pułaskiego. Obrońcy przetrzymali tu ataki wojsk rosyjskich dowodzonych przez Kreczetnikowa i skapitulowali ostatecznie 19 czerwca 1768.

### Mundury
Mundury od sejmu 1780; żupan granatowy, kontusz karmazynowy, wyłogi granatowe, guziki złote, naramienniki złote z napisem Województwo Kijowskie. Wojska koronne w województwie kijowskim składały się w XVIII wieku:

### Piechota
- 4 Regiment Pieszy Buławy Wielkiej Koronnej

### Jazda koronna
- 5 Brygada Kawalerii Narodowej (3 Ukraińska) Rafała Dzierżka
- 6 Brygada Kawalerii Narodowej (2 Ukraińska) Rocha Jerlicza
- 7 Brygada Kawalerii Narodowej (1 Ukraińska) Stefana Lubowidzkiego
- 8 Brygada Kawalerii Narodowej (4 Ukraińska) Stanisława Mokronowskiego
- 8 Brygada Kawalerii Narodowej (4 Ukraińska)
- 4 Pułk Koronny Przedniej Straży Ludwika Wirtemberskiego
- 5 Pułk Koronny Przedniej Straży Xcia Lubomirskiego
- 1 Pułk Wiernych Kozaków Jana Potockiego
- 2 Pułk Wiernych Kozaków Poniatowskiego/ Chomentowskiego
- Pułk Ułanów Nadwornych Stanisława Königa

Posiadłości magnaterii w XVI-XVII w.

## Latyfundia magnackie
We wschodniej części Województwa kijowskiego duża część własności ziemskiej należała w 1 poł. XVII wieku do książęcego rodu Wiśniowieckich. W 2 połowie XVIII wieku największe latyfundia w zachodniej części województwa posiadała rodzina Potockich z centrum w Tulczynie oraz Franciszek Ksawery Branicki z centrum w Białej Cerkwi.